# 시스테마 나시오날 데 텔레비시온
시스테마 나시오날 데 텔레비시온(스페인어: Sistema Nacional de Televisión)는 파라과이의 텔레비전 채널이다.
파라과이 공화국 최초의 텔레비전 채널로 출범했으며 추정 도달 인구는 400만 명으로 전체 인구의 57%(2019년 8월)에 해당한다.